# Minheimer Kreuz
Das Minheimer Kreuz ist ein Wallfahrtsort, Gedenkort und eine Sehenswürdigkeit der Gemeinde Minheim an der Mittelmosel. Die Anlage besteht aus einer über einem Steilhang am Moselufer weithin sichtbar aufgestellten Kreuzigungsgruppe mit einer Gedenkkapelle am Ende eines Kreuzwegs mit 14 Stationen sowie einer Lourdesgrotte bei dessen Anfang. Die Gestaltung und Nutzung der Örtlichkeit ist Ausdruck der lokalen Volksfrömmigkeit. Die Anlage hat einen festen Platz im Gemeindeleben.

## Beschreibung
Das als Minheimer Kreuz, manchmal auch als Jesuskreuz bezeichnete Kruzifix befindet sich auf einem hochgelegenen Aussichtspunkt im Moseltal an dem Dorf Minheim gegenüberliegenden bewaldeten Flussufer, das zur Gemarkung Niederemmel der Nachbargemeinde Piesport gehört. Es bildet den Endpunkt des Minheimer Kreuzwegs, der in der Nähe des historischen Fähranlegers seinen Ausgangspunkt hat und mit 14 Kreuzwegstationen den Steilhang hinauf bis zu einer Bergkuppe führt. Der schmale Fußweg windet sich, teilweise über Treppen, über eine Strecke von etwa einem halben Kilometer und 90 Höhenmetern durch den Wald bis zu einer felsigen Abbruchkante, über der die Kreuzigungsgruppe errichtet ist. Unterhalb des Kreuzes steht eine steinerne Kapelle. In der Nähe des Aufgangs befindet sich eine Lourdesgrotte und eine Herz-Jesu-Grotte.

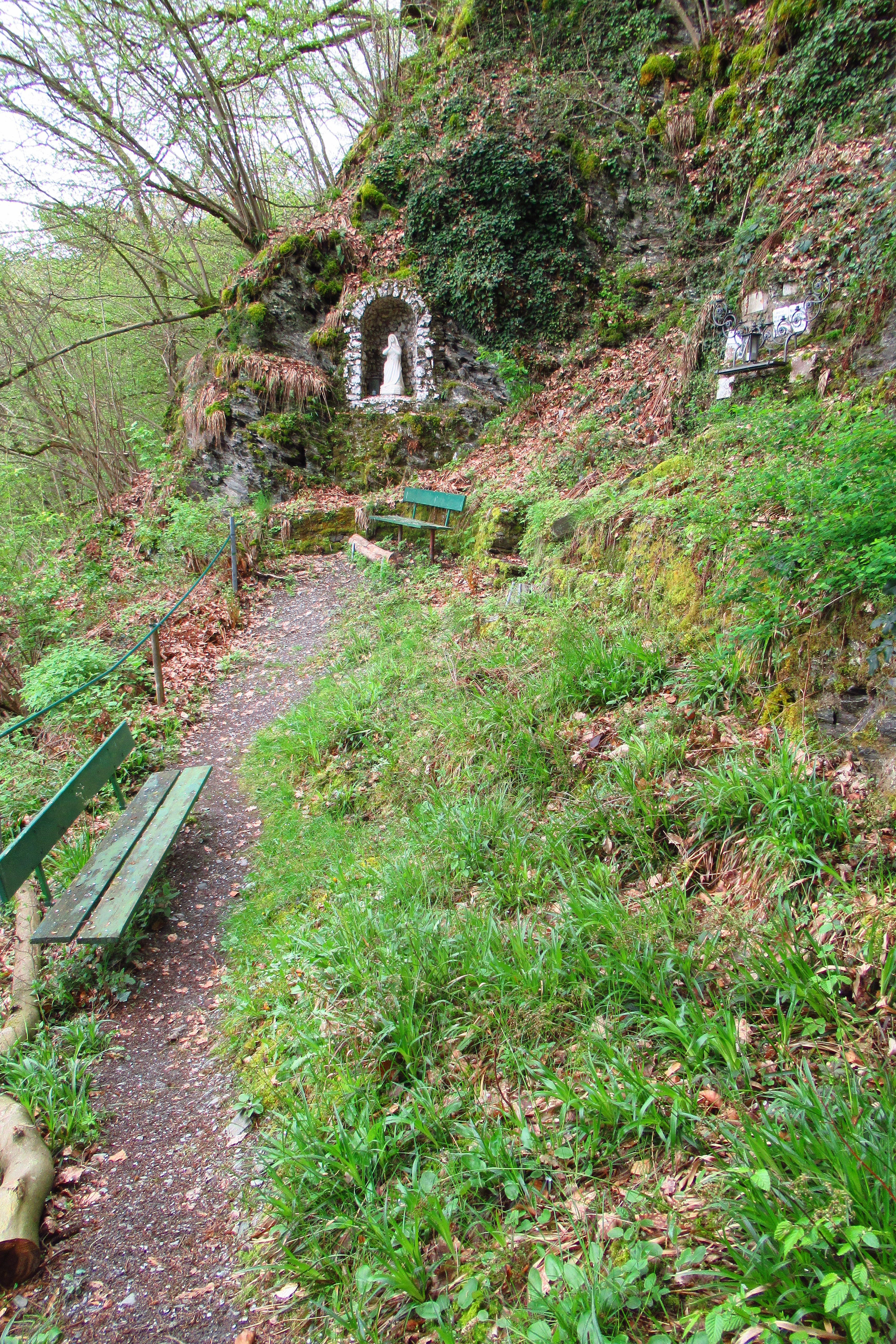
Minheimer Lourdesgrotte

Der Berg zwischen den Steillagengräben von Fuchsbach am Kreuzweg und Rondelbach etwas weiter moselabwärts, auf dem die Anlage steht, war Teil des historischen sogenannten Bernkasteler Bergbaureviers. Dort gab es in der zweiten Hälfte des 19. Jahrhunderts einen im Stollenbau betriebenen Bergwerkbetrieb mit einer Aufbereitungsanlage. Nachdem dort ein Bergrutsch sieben Arbeiter unter sich begraben hatte, und infolge (wahrscheinlich noch vor 1872) die Bergbauaktivität eingestellt wurde, legten Minheimer die Lourdesgrotte an. Dort sind kleine aus Marmor oder anderem Stein gefertigte Votivtafeln aufgestellt, auf denen sich Gläubige bedanken, wenn sie sich nach einer Krankheit erholt hatten, bei einem Unfall glimpflich davongekommen waren oder ihr Leben eine positive Wendung genommen hatte. Auf den kleinen Schildern ist meist die Aufschrift „Maria hat geholfen“ zu lesen.

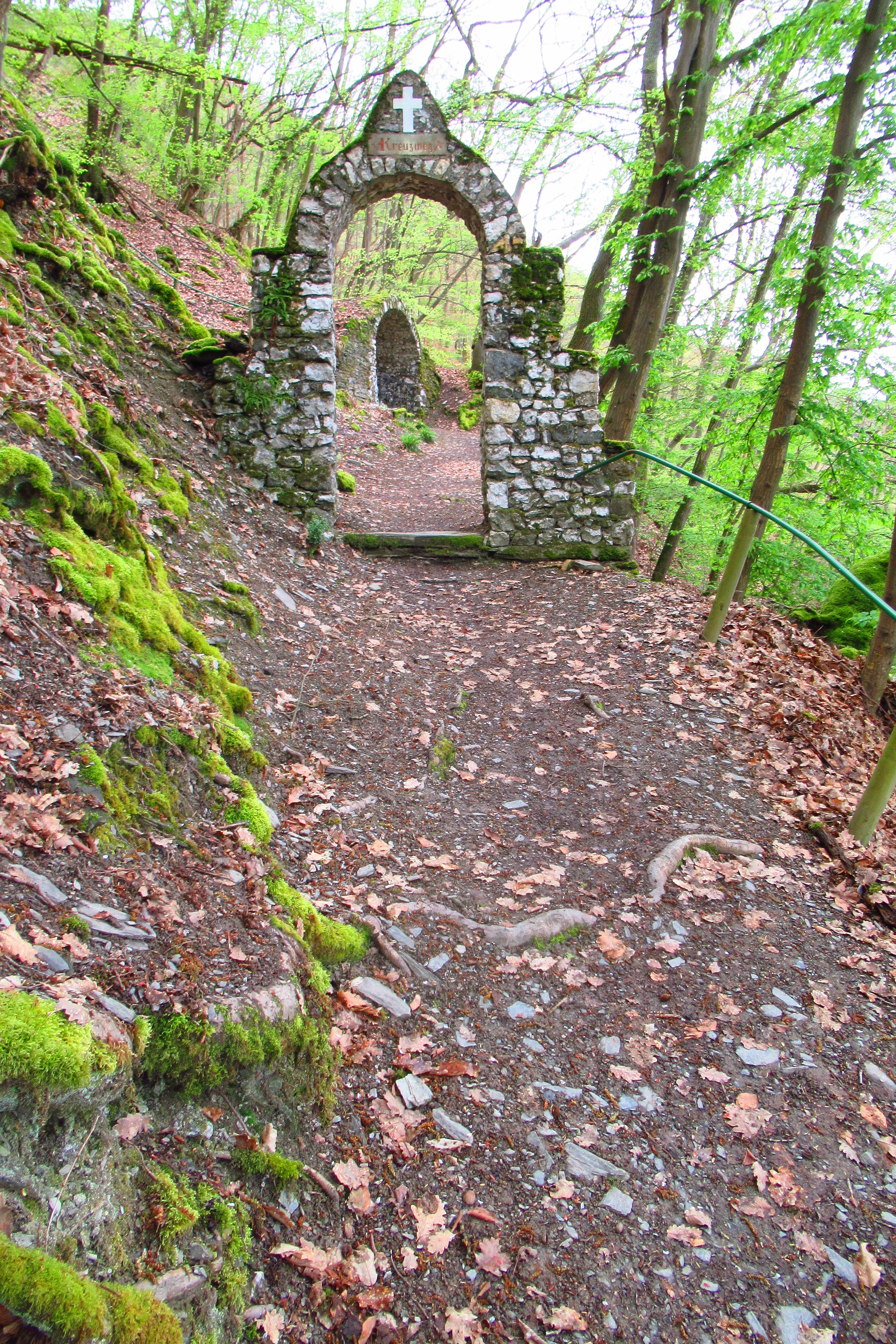
Portal zum Kreuzweg, dahinter eine Grotte mit einer Ölberggruppe die in ihrem Inneren die Bezeichnung 30 trägt.

Die Entstehung des Kreuzes reicht bis 1936 zurück, als ein Schulkreuz-Verbot durch die herrschenden Nationalsozialisten erging. Damals wurde das Kreuz erstmals aufgestellt, als stiller, aber im ganzen Ort gut sichtbarer Protest gegen die Entfernung der Kruzifixe aus den Klassenzimmern der Dorfschule. Während der folgenden zwei Jahre wurden die Kreuzwegstationen und der Fußweg angelegt. Eine Tafel an dem gemauerten hohen Podest der Kreuzigungsgruppe gibt als Errichtungsjahr 1937 an. 

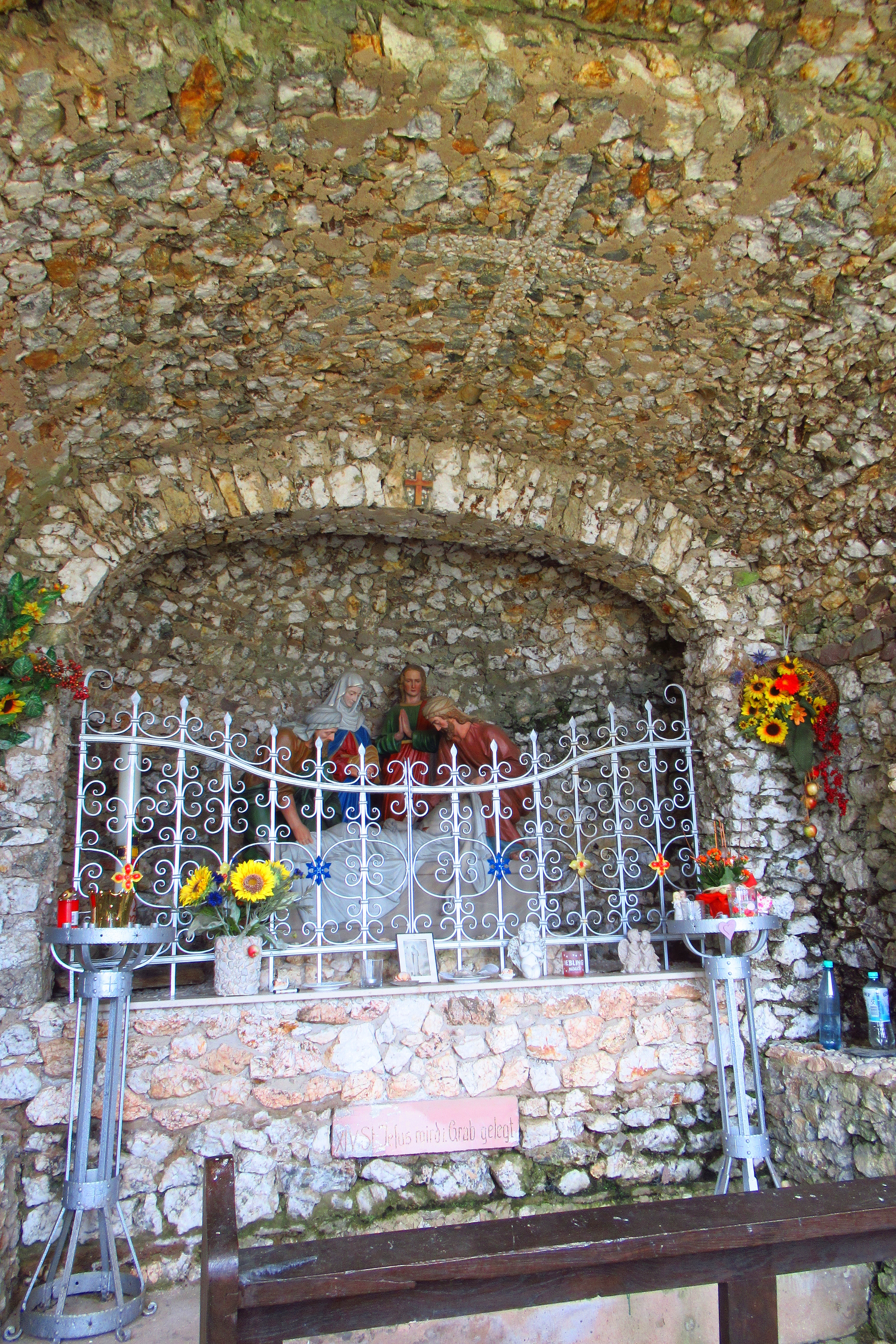
Innenraum der Kapelle mit der Grablegung Jesu

Die kleine, steinerne Kapelle ist am Hang unterhalb der Kreuzigungsgruppe errichtet. Die Frontgiebelwand mit drei gewölbten Fenstern (Dreifaltigkeitssymbolik) ist zum Tal ausgerichtet und daher ebenfalls aus der Ferne gut sichtbar. Mit einer Darstellung der Grablegung Jesu in ihrem Inneren bildet sie die 14. Kreuzwegstation. Die Figurengruppe steht hinter einem Ziergitter in der Apsis der Kapelle. In Nischen der Seitenwand sind zwei steinerne Gedenktafeln angebracht, auf denen 27 im Ersten Weltkrieg und 25 im Zweiten Weltkrieg als Soldaten umgekommene Männer aus der Kirchengemeinde Minheim mit Namen und Sterbedatum aufgeführt sind.
Nach dem Zweiten Weltkrieg gab es regelmäßige Prozessionen zum Kreuz. Das Grundstück ging in das Eigentum der Kirche über, die so sicherstellen wollte, dass Kreuz und Kreuzweg langfristig Bestand haben. Nachdem 1979 die Fähre eingestellt worden war, wurde das Kreuz seltener aufgesucht. Die Anlage wurde allerdings regelmäßig nach dem Winter gepflegt. Jeweils in der Woche vor Ostern befreiten engagierte Mitglieder der Dorfgemeinschaft die Wege und Stufen von herab gerutschtem Erdreich und Moosbewuchs und schnitten Hecken und Gestrüpp zurück. Jedes Jahr am 1. Mai um 7 Uhr morgens spielt der Minheimer Musikverein am Kreuz Kirchenlieder, die im ganzen Dorf zu hören sind. Auf private Initiative eines Anwohners wurden 2015 die 14 Kreuzwegstationen einschließlich der Kreuzigungsgruppe instand gesetzt. Ein Weg, der von der Landstraße, die über die Höhe führt, durch den Wald bis zum Kreuz verläuft, wurde befahrbar ausgebaut. Danach fand nach mehr als 50 Jahren erstmals wieder eine Andacht am Kreuz statt, zu der auch ältere Menschen mit einem Bus herangebracht wurden. 2017 wurden die Figuren in der Kapelle aufwändig restauriert. So ist das Minheimer Kreuz bis in die Gegenwart ein fester Bestandteil im Gemeindeleben. Die Gemeinde, die von Weinbau und Tourismus lebt, bewirbt das Minheimer Kreuz auch als Sehenswürdigkeit und Ausflugsziel mit spektakulärer Aussicht. Am Aussichtspunkt bei der Kreuzigungsgruppe sind Bänke zum Verweilen aufgestellt. Er wird Drei-Kirchturm-Blick genannt, weil die Kirchtürme von Minheim, Niederemmel und Piesport von dort aus annähernd auf einer Sichtlinie liegen. Auch die Kirchtürme von Kesten, Wintrich und Monzel sind in Sichtweite. Minheimer Winzer bringen manchmal auch ihre Gäste mit dem Traktor zum Fuß des Kreuzes, gehen mit ihnen den Weg hinauf und bieten oben Weinproben an.